# 粟倉大輔
粟倉 大輔（あわくら だいすけ、1984年〈昭和59年〉10月 - ）は、日本の経済学者（日本経済史・日本産業史・茶業史）。学位は博士（経済学）（中央大学・2015年）。静岡県立大学グローバル地域センター特任助教、ふじのくに茶の都ミュージアム客員研究員。
中央大学経済学部任期制助教などを歴任した。

## 来歴

### 生い立ち
1984年（昭和59年）10月に生まれた。同名の学校法人により設置・運営される中央大学に進学し、経済学部の経済学科にて学んだ。2007年（平成19年）3月、中央大学を卒業した。それに伴い、学士（経済学）の学位を取得した。さらに中央大学の大学院に進学し、経済学研究科の経済学専攻にて学んだ。2009年（平成21年）3月、中央大学の大学院における博士課程前期課程を修了した。それに伴い、修士（経済学）の学位を取得した。大学院生として在学中に「明治期日本製茶業史の研究――製茶再製と産地・『再製地』間の製茶流通を中心に」と題した博士論文を執筆した。2015年（平成27年）3月、中央大学の大学院における博士課程後期課程を修了した。それに伴い、同年3月19日付で博士（経済学）の学位を取得した。

### 経済学者として
2015年（平成27年）4月、母校である中央大学に採用され、経済学部の任期制助教に就任した。また、他の教育・研究機関においても役職を兼任していた。たとえば、2016年（平成28年）4月より、明星学苑が設置・運営する明星大学にて経済学部の講師を非常勤で兼任していた。2018年（平成30年）3月、中央大学の任期制助教を退任した。
2018年（平成30年）9月、県と同名の公立大学法人により設置・運営される静岡県立大学に採用され、グローバル地域センターの特任助教に就任した。また、他の教育・研究機関においても役職を兼任していた。たとえば、2019年（平成31年）4月から2020年（令和2年）3月にかけて、立教学院が設置・運営する立教大学にて経済学部の講師を非常勤で兼任した。また、静岡県が設置・運営するふじのくに茶の都ミュージアムにおいては客員研究員を兼任した。

## 研究

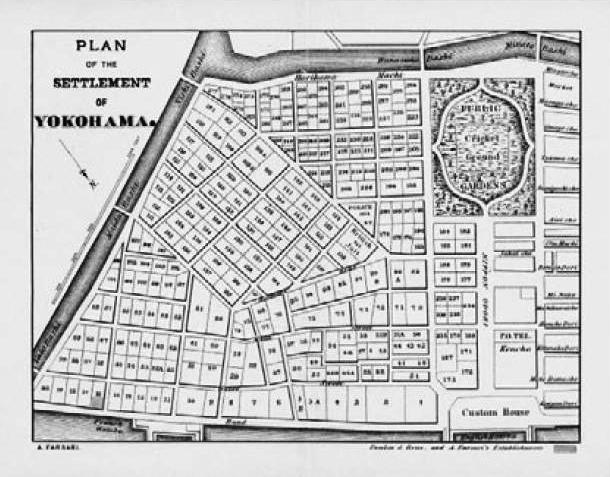
横浜外国人居留地

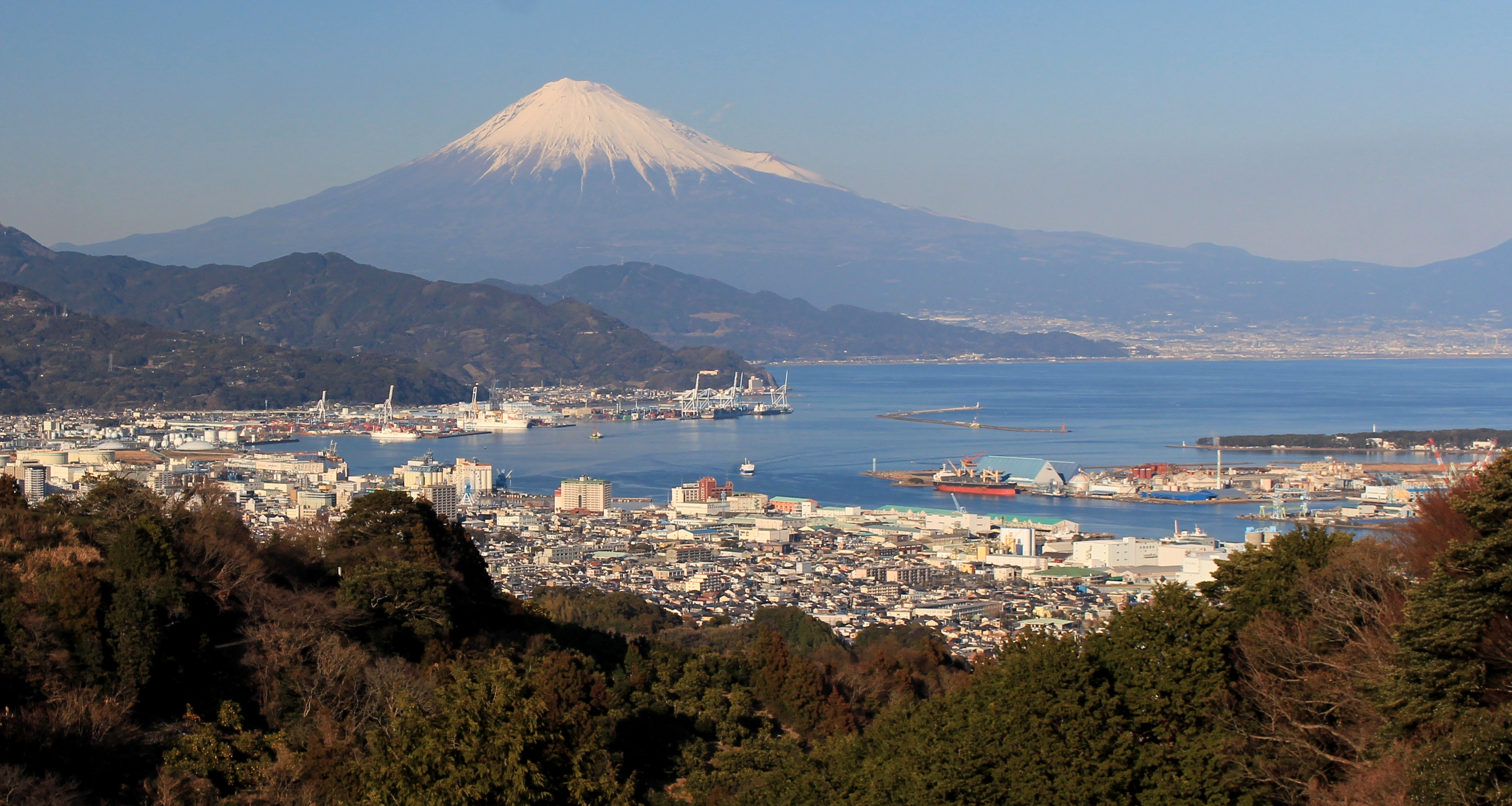
清水港

専門は経済学であり、特に日本経済史、日本産業史、茶業史といった経済史や産業史に関わる分野について研究していた。具体的には、近代の日本における経済史の研究や、太平洋戦争の開戦前における日本の製茶業についての研究が知られている。横浜居留地など外国人居留地のお茶場で働く女性労働者について研究し、再製茶女工に対する女工哀史的な見方は修正すべきと指摘するとともに、明治の産業発展には既婚女性も大きな役割を果たしていたと論じた。さらに、コレラの流入口ともなる開港場に近く不可視化された空間という外国人居留地の性格や、欧米人や清国人と日本人との間の摩擦、性別役割分担思想の存在などを背景に、明治の一時期に再製茶女工を蔑視したり憐れんだりする報道がなされていたと指摘した。そのうえで、製茶業史研究において再製茶女工に対する女工哀史的な評価が流布されたのは、この一時期の報道をもとにしたものに過ぎなかったと指摘している。また、製茶業と流通に関する研究にも取り組んでおり、清水港が全国を代表する製茶移出港であったことを実証するとともに、廻船問屋が果たした役割の重要性や、清水港が横浜輸出入品の流通の結節点となっていたことなどを明らかにした。
研究成果については、論文や書籍として発表している。2016年（平成28年）には、茶学術研究会より茶学術研究会奨励賞が授与された。また、蒼天社出版より上梓した『日本茶の近代史』が評価され、2018年（平成30年）に大日本茶道学会より茶道文化学術奨励賞が授与されている。さらに、『鉄道史学』で発表した「明治期の東海道線開通と沿線地域産業――静岡県の製茶業を事例として」が評価され、同年に鉄道史学会より住田奨励賞の第一部門が授与されている。
学術団体としては、社会経済史学会、ジェンダー史学会、鉄道史学会、政治経済学・経済史学会、茶学術研究会、地方史研究協議会、などに所属した。

## 略歴
- 1984年 - 誕生[1]。
- 2007年 - 中央大学経済学部卒業[2]。
- 2009年 - 中央大学大学院経済学研究科博士課程前期課程修了[2]。
- 2015年 - 中央大学大学院経済学研究科博士課程後期課程修了[2]。
- 2015年 - 中央大学経済学部任期制助教[5]。
- 2016年 - 明星大学経済学部講師[5]。
- 2018年 - 静岡県立大学グローバル地域センター特任助教[5]。
- 2019年 - 立教大学経済学部講師[5]。

## 賞歴
- 2016年 - 茶学術研究会奨励賞[17]。
- 2018年 - 茶道文化学術奨励賞[17]。
- 2018年 - 住田奨励賞第一部門[17]。

## 著作

### 単著
- 粟倉大輔著『日本茶の近代史』蒼天社出版、2017年。ISBN 9784901916653

### 論文
- 粟倉大輔稿「東海道線開通前の静岡県の茶業と海上輸送」『中央大学大学院研究年報』39号、中央大学大学院研究年報編集委員会、2009年、49-64頁。ISSN 13452428
- 粟倉大輔稿「明治期における『再製茶女工』とその再評価」『中央大学経済研究所年報』43号、中央大学経済研究所、2012年、843-878頁。ISSN 02859718
- 粟倉大輔稿「明治前期における清水港から横浜への製茶移出と清水廻船問屋」『社会経済史学』79巻2号、社会経済史学会、2013年、147-167頁。ISSN 00380113
- 粟倉大輔稿「明治期の新聞・雑誌にみる居留地の『再製茶女工』――その変遷と社会的背景について」『中央大学経済研究所年報』45号、中央大学経済研究所、2014年、39-57頁。ISSN 02859718
- 粟倉大輔稿「明治期における製茶生産の展開と各種製茶――生産統計の分析を中心に」『經濟學論纂』56巻1号、中央大学経済学研究会、2015年12月、65-85頁。ISSN 04534778
- 粟倉大輔稿「明治期の東海道線開通と沿線地域産業――静岡県の製茶業を事例として」『鉄道史学』34号、鉄道史学会、2016年12月、33-45頁。ISSN 09139591
- 粟倉大輔稿「アジアとのかかわりから見た明治期の日本茶輸出」『緑茶通信』45号、世界緑茶協会、2019年9月、9-14頁。

### 書評に対するコメント
- 粟倉大輔稿「《日本茶の近代史》書評へのリプライ」『首都圏史研究』8号、首都圏形成史研究会、2018年、36-38頁。ISSN 21866295